# اریک کولم
اریک کولم (لهستانی: Eryk Kulm؛ زادهٔ ۱۹ اکتبر ۱۹۹۰) بازیگر اهل لهستان است. پدر او موسیقی‌دان جاز و مادرش نقاش بودند که هر دو درگذشتند. وی از سال ۲۰۰۴ میلادی تاکنون مشغول فعالیت بوده است و در سال ۲۰۲۴ برندهٔ جایزهٔ فیلم لهستان در شاخهٔ بهترین بازیگر مرد شد.
از فیلم‌ها یا برنامه‌های تلویزیونی که وی در آن نقش داشته است می‌توان به آب‌شدگی، روزگار خوش، طاقت بیاور، دختران جنگ، ع چون عشق، پدر متیو، قانون حقیقی، رنگ‌های خوشبختی، فیلیپ و عزم راسخ ایرنا اشاره کرد.